# Battaglia di Alessandria (1391)
(Ludovico Ariosto, Orlando furioso, Canto XXXIII)
La battaglia di Alessandria o battaglia di Castellazzo del 25 luglio del 1391 è stata una delle battaglie delle guerre fiorentino-milanesi nel contesto dei conflitti tra guelfi e ghibellini. Vide contrapposte forze francesi guidate da Giovanni III d'Armagnac, chiamato dai fiorentini, e le truppe comandate da Jacopo dal Verme a servizio di Gian Galeazzo Visconti. Si concluse con la disfatta dei francesi, l'Armagnac fu preso prigioniero e morì poco dopo per le ferite riportate.

## Antefatti
La battaglia di Alessandria si inserisce nella guerra scoppiata nel 1390 tra Gian Galeazzo Visconti e Firenze. Alleati del Visconti furono gli storici nemici di Firenze: i senesi, ma anche Perugia, i Gonzaga, i Malatesta, Teodoro II di Monferrato e, almeno inizialmente, gli Estensi, mentre più “velata” fu la posizione del conte di Savoia Amedeo VII, infatti, nonostante le numerose profferte fiorentine, egli si mantenne neutrale, anche se, neanche troppo segretamente, appoggiò il cugino Gian Galeazzo. Si unirono invece ai fiorentini: Bologna, Astorgio Manfredi e Francesco II da Carrara, quest’ultimo desideroso di riprendersi Padova, da dove era stato cacciato l’anno precedente proprio dal Visconti.
Nell’autunno del 1390, l’ambizioso piano dei fiorentini entrò in azione: da est, guidate da John Hawkwood, le forze congiunte di Firenze e dei suoi alleati avrebbero dovuto muoversi da Padova (che nel frattempo Francesco Novello era riuscito a strappare a Gian Galeazzo) verso Vicenza, Verona e, più a ovest, gli altri domini viscontei, sperando che con l’arrivo dell’esercito dei coalizzati le città, oppresse dalla pesante fiscalità viscontea, si ribellassero al loro signore e accogliessero i nemici del Visconti come “liberatori”.
Ma le forze radunate dai fiorentini e dai loro alleati a Padova non erano sufficienti a scardinare il dominio di Gian Galeazzo Visconti, proprio per questo, le autorità fiorentine, dopo aver speso moltissimi fiorini nel tentativo di ingaggiare il duca di Baviera Stefano III, si rivolsero a Giovanni III conte d’Armagnac.
Mentre Gian Galeazzo Visconti chiese l'arbitrato a Carlo VI di Francia, in conflitto con gli armagnachesi, nel frattempo aumentò le guarnigioni e migliorò le fortificazioni delle città in suo possesso, in primo luogo Alessandria, città strategica che si trovava ai confini occidentali del Ducato, inoltre Gian Galeazzo ordinò una cernida straordinaria di uomini a tutte le comunità del suo dominio. Per disporre di militari efficaci, Gian Galeazzo Visconti dovette vendere Serravalle Scrivia a Genova per poco più di 22 000 ducati.
Nel mese di maggio, pur senza conquistare alcuna città viscontea, l’esercito dei fiorentini (guidati da John Hawkwood) e dei loro alleati giunse all’Adda, dove, a Lodi, il condottiero visconteo Jacopo dal Verme aveva radunato un grande esercito. I due schieramenti mantennero la posizione fino al 24 giugno, quando, dopo aver festeggiato con un palio il patrono di Firenze (San Giovanni Battista), John Hawkwood decise di ritirarsi perché le sue forze erano a corto di vettovaglie e, soprattutto, perché il contingente guidato dal conte d'Armagnac non era ancora giunto in suo aiuto.
La ritirata dei fiorentini e dei loro alleati permise a Jacopo dal Verme di spostare il grosso dell'esercito visconteo a occidente, da dove sarebbe giunto l'esercito guidato dal conte d'Armagnac.
A giugno Giovanni III d'Armagnac raggiunse con il suo esercito il saluzzese, poco dopo entrò nel torinese, quindi nell'alessandrino e nel tortonese dove devastò le campagne lasciando liberi i suoi soldati di compiere scorrerie al fine di richiamare l'attenzione di Gian Galeazzo Visconti.

## L'assedio di Castellazzo e la battaglia di Alessandria
Lo svolgimento dell’assedio di Castellazzo e della successiva battaglia sotto le mura di Alessandria, è dettagliatamente riportato dagli Annali di Alessandria del 1666 redatti da Girolamo Ghilini.
Alle ore 13 del 30 giugno 1391 Giovanni III d'Armagnac pose l'assedio a Castellazzo, circondando completamente il borgo, le cui fortificazioni erano state appena rinforzate ma gli assediati si difesero coraggiosamente. Dopo diversi giorni gli assediati effettuarono una sortita, assaltando all'improvviso i soldati dell'Armagnac che furono costretti a fuggire disordinatamente permettendo ai primi di circondare un ricetto che gli assedianti avevano fatto realizzare poco fuori le mura per riparare i capitani dell'esercito francese dalla calura estiva e dalle piogge. Il ricetto fu dato alle fiamme e vi morirono alcuni fanti nemici e ben 300 cavalli.
Il 25 luglio 1391 l'Armagnac, appresi i movimenti dei milanesi, si diresse alla volta di Alessandria con 1 500 cavalieri, lasciando il resto dell'esercito all'assedio di Castellazzo. Giunto al Ponte della Capalla fece smontare i suoi soldati e procedette a piedi sino ad una palizzata antistante Porta Genovese. Jacopo dal Verme rispose subito attaccando l'Armagnac con 500 soldati scelti. Il combattimento durò diverse ore senza che alcuna delle due parti riuscisse a prendere il sopravvento sull'altra. Decisivo fu (secondo Girolamo Ghilini) l'intervento di 1 500 uomini al comando di Andreino Trotti (†~1412) che, uscendo da Porta Marengo, vennero a dare manforte al Dal Verme e di una compagnia di cavalieri guidata da Tomaso Ghilini che caricò i francesi sul fianco, sfondandone le file e guadagnando il centro dello schieramento avversario.
Tuttavia, secondo tutte le cronache coeve e, soprattutto, come riportato sia nelle tre relazioni della battaglia scritte da Jacopo dal Verme al Gian Galeazzo Visconti, sia nei resoconti che ci hanno lasciato gli ambasciatori di Siena presenti quel giorno, le cose andarono in modo diverso rispetto a quanto scritto da Girolamo Ghilini nel XVII secolo.
Jacopo dal Verme, prima di iniziare lo scontro, inviò un drappello di cavalieri in esplorazione per capire se i 1 500 cavalieri francesi che si trovava davanti fossero l’avanguardia dell’esercito del conte d’Armagnac o se fossero le uniche unità schierate dal comandante francese. Dopo che gli esploratori lo informarono che non erano presenti altre formazioni nemiche alle spalle dei 1 500 cavalieri francesi stretti intorno al conte d’Armagnac, Jacopo dal Verme divise le riserve in tre corpi: il primo, al comando di Broglia da Trino e Brandolino da Bagnocavallo mosse da Bergoglio, mentre contemporaneamente, Calcino Tornielli, da porta Marengo, avrebbe colpito i nemici sul fianco e, dentro le mura, sarebbero state radunate altre unità pronte a rincalzare gli uomini del dal Verme schierati fuori porta Genovese.
Dopo tre ore di mischia gli uomini del conte d’Armagnac cominciarono a indietreggiare cercando nervosamente i loro scudieri, che custodivano a una certa distanza dal terreno di combattimento le loro preziose cavalcature. Ma la speranza di poter velocemente riprendere i propri cavalli si rivelò vana: gli uomini del Broglia e di Bardolino, muovendo alle spalle dei cavalieri transalpini, avevano nel frattempo catturato sia i loro scudieri sia i loro cavalli. Non appena i francesi, costantemente incalzati dagli uomini del Verme, si resero conto di quanto successo, ruppero lo schieramento e si diedero a una disperata fuga verso l’accampamento. Le forze viscontee li inseguirono, uccisero numerosi nemici e catturarono il conte d’Armagnac, preso dai familiari di Filippo da Pisa e 500 cavalieri. Probabilmente soddisfatto della vittoria ottenuta, Jacopo dal Verme non spinse i suoi uomini verso l’accampamento nemico, dove ancora si trovavano la maggior parte delle forze dell’Armagnac, e preferì rientrare in città per riorganizzare il suo esercito.
L’Armagnac morì il giorno successivo probabilmente a causa delle ferite riportate in battaglia e fu onorevolmente sepolto nella chiesa di S.Marco. Nella battaglia furono catturati gli ambasciatori fiorentini Rinaldo Gianfigliazzi e Giovanni Rizzi che furono inviati da Jacopo Dal Verme insieme ad alcuni capitani francesi a Gian Galeazzo Visconti. Questi prigionieri ebbero poi l'occasione di riacquistare la libertà mediante il pagamento di un lauto riscatto.
I morti tra le file dell'esercito francese furono seppelliti in una grande cava chiamata "Carniere" e in fosse scavate presso il campo in cui si era svolta la battaglia.
Quando gli assedianti di Castellazzo (circa 6 000 cavalieri francesi) appresero della sconfitta abbandonarono i loro propositi e si ritirarono a Nizza.
A questo punto, Jacopo dal Verme uscì da Alessandria all’inseguimento dei cavalieri francesi e all’alba li attaccò tra Nizza Monferrato e Incisa. Non sappiamo quanto fu cruento il combattimento, tuttavia, come riferito dagli ambasciatori di Siena, l’esercito visconteo sconfisse nuovamente i francesi e molti cavalieri del conte d’Armagnac si arresero a Jacopo dal Verme.
Per celebrare la vittoria si indissero tre giorni di festa in tutto lo stato visconteo. Jacopo Dal Verme, poiché aveva ottenuto questa vittoria nel giorno dedicato a San Giacomo (25 luglio), comprò alcune case in Alessandria con il bottino derivante dalla battaglia e le fece abbattere per edificarvi la chiesa di san Giacomo "della Vittoria" ad Alessandria. La chiesa, molto rimaneggiata, si trova in fondo alla via del centro cittadino denominata “Via San Giacomo della Vittoria”. Tomaso Ghilini ebbe grande riconoscenza da parte di Gian Galeazzo Visconti che gli concesse l'esenzione dalle tasse, molti privilegi e lo nominò governatore di Bergamo. Questi gli fu sempre fedele.

## Conseguenze
Gian Galeazzo Visconti stipulò la pace con i nemici nel 1392 e fu costretto a restituire Padova a Francesco Novello da Carrara, ma si assicurò il controllo di Bassano, Belluno e Feltre e il 1º maggio 1395 Gian Galeazzo ottenne da Venceslao IV di Boemia il titolo di duca di Milano, ottenendo l'anno successivo il titolo di conte di Pavia.